# Inga Fonar Cocos
Inga Fonar Cocos (hebr. אינגה פונר קוקוס, ur. 1950 w Warszawie) – izraelska artystka tworząca głównie sztukę wideo oraz instalacje.

## Życiorys
Urodziła się w 1950 w Warszawie, w latach 1975-1977 mieszkała w Stanach Zjednoczonych. Po przeprowadzce do Izraela i osiedleniu się w Tel Awiwie, w 1983 ukończyła Kalisher School of Art w tym mieście. Od 1985 wykładała sztukę i kuratorstwo na uczelni Alon Arts & Sciences. W 1998, z magna cum laude, uzyskała dyplom licencjata historii sztuki na Uniwersytecie Telawiwskim. W latach 2004–2006 kontynuowała naukę na studiach magisterskich z filozofii na tej samej uczelni. W 2004 otrzymała nagrodę Rady Sztuki Izraelskiej Loterii Państwowej, a potem także nagrodę izraelskiego Ministerstwa Kultury i Nauki, jak również grant Cité internationale des arts Paris. Była współinicjatorką założenia izraelskiego stowarzyszenia twórców. Jej prace pozostają w kolekcjach placówek w Izraelu, Francji, Niemczech i Stanów Zjednoczonych.

## Wystawy indywidualne
- 2019 SOMETHING HAS GONE WRONG, Bialik House Museum, Tel Awiw-Jafa,
- 2016 CLOUD ARCHEOLOGY, Basis Arts & Culture Gallery, Herclijja,
- 2016 SYSTEM FAILURE, Installation & Sound, Basis Arts & Culture Gallery, Herclijja,
- 2014 BETWEEN HOMELANDS & NAME, IV Ars Polonia Biennale, Opole,
- 2012 NAME IN TRANSITION, The Other Gallery, Talpiot College of Education, Holon,
- 2010 Mediations Biennale, Poznań,
- 2010 24 HOURS IN AUGUST, Dear Noga Art Window, Street cinema video projection, Tel Awiw-Jafa,
- 2009 NAME “Two drops of Water”, Artists House, Tel Awiw-Jafa,
- 2009 CONSTRUCTION IN PROCESS, Ashdod Art Museum, Izrael,
- 2006 BLINDSEHEN, Kunstverein Bellevue-Saal, Wiesbaden,
- 2003 BLINDREFLEX, Museum of Art Ein Harod, Izrael,
- 2003 UNSICHTBAR, Kunst im Heppächer, Esslingen,
- 2002 BLIND MAN’S BLUFF, Tova Osman Gallery, Tel Awiw-Jafa,
- 2002 PUNCTUM CAECUM, Artists Residence Gallery, Herclijja,
- 1999 ENTROPY, Cité Internationale des Arts Gallery, Paryż,
- 1997 PLUS|MINUS|BLACK|WHITE, Limbus Gallery, Tel Awiw-Jafa,
- 1995 THERE ARE NO BLACK BEEHIVES, Museum Uri & Rami Nehushtan, Ashdot Ya'akov,
- 1994 THERE ARE NO BLACK BEEHIVES, Janco Dada Museum, En Hod,
- 1993 NIGHT WORKS, Artists House, Jerozolima,
- 1992 OBJECT-PAINING-OBJECT, Sarah Erman Gallery, Tel Awiw-Jafa[3].